# رئيس مجلس المحافظين للنظام الاحتياطي الفدرالي
رئيس مجلس المحافظين لنظام الاحتياطي الفدرالي هو رئيس للنظام المصرفي المركزي في الولايات المتحدة.و يُعرف شعبياً باسم «رئيس مجلس الاحتياطي الاتحادي»، وفي أوساط السوق باسم «رئاسة بنك الاحتياطي الفيدرالي» أو «رئيس مجلس الاحتياطي الاتحادي». والرئيس هو «المدير التنفيذي» لمجلس محافظي مجلس الاحتياطي الفيدرالي، والتي هي شركة خاصة وليست جزءاً من الحكومة الاتحادية التي أنشأها النظام الأساسي.

## نظرة عامة
كما هو منصوص عليه في قانون المصارف لعام 1935، الرئيس هو واحد من سبعة أعضاء في مجلس المحافظين للنظام الاحتياطي الفيدرالي الذين يتم تعيينهم من قبل رئيس الولايات المتحدة من بين المحافظين. [1] والرئيس يخضع لمصادقة مجلس الشيوخ على ان تكون الفترة أربع سنوات ولا تتجاوز 14 سنة بموجب القانون، يجتمع رئيس مجلس المحافظين مرتين في السنة مع الكونغرس كممثل لبنك الاحتياطي الفيدرالي لأهداف السياسة النقدية. وأيضا يدلي بشهادته أمام الكونغرس بشأن قضايا أخرى عديدة، ويجتمع بصفة دورية مع وزير للخزانة.
الرئيس الحالي لنظام الاحتياطي الفدرالي هو جيروم باول، من ولاية واشنطن. تولى مهام منصبه يوم 5 شباط/فبراير 2018، لفترة تمتد حتى عام 2022. خلفا لجانيت يلن.
القانون المنطبق على الرئيس وجميع الأعضاء الآخرين في المجلس يوفر (جزئيا):
يجب على أي عضو من أعضاء مجلس المحافظين للنظام الاحتياطي الفيدرالي ألا يكون مسؤولاً أو مديراً في أي مصرف أو مؤسسة مصرفية، أو محفظة ائتمان، وقبل أن يصبح عضواً في مجلس المحافظين للنظام الاحتياطي الفدرالي عليه أن يشهد تحت القسم أنه قد امتثل لهذا المطلب، وتودع هذه الشهادة مع سكرتير المجلس.

## نبذة تاريخية
لم يكن مجلس محافظي الاحتياطي الاتحادي موجوداً قبل عملية إعادة تنظيم واسعة للبنك الاحتياطي الفيدرالي في عام 1935 (قانون البنوك لعام 1935). قبل ذلك الوقت، فإن «مجلس الاحتياطي الفيدرالي» (والذي تم إنشاؤه في عام 1913 بموجب قانون الاحتياط الاتحادي) كان لمجلس الإدارة. مديري رواتب أقل من ذلك بكثير، وكانت ولايتهم كانت أقصر من ذلك بكثير قبل عام 1935. في الواقع، فإن أعضاء مجلس الاحتياطي الفدرالي في واشنطن العاصمة، كانوا أقل قوة من محافظي البنوك الإقليمية للاحتياطي الاتحادي قبل عام 1935. [2]
ويعتبر اكليس الرئيس الأول فعليا لمجلس محافظي الاحتياطي الفيدرالي

## رؤساء مجلس الاحتياطي الفيدرالي
| تسلسل | صورة | الاسم (ولادة–وفاة)              | فترة توليه المنصب | فترة توليه المنصب | فترة توليه المنصب  | معين من قبل                                           |
| تسلسل | صورة | الاسم (ولادة–وفاة)              | بداية الفترة      | نهاية الفترة      | المدة              | معين من قبل                                           |
| ----- | ---- | ------------------------------- | ----------------- | ----------------- | ------------------ | ----------------------------------------------------- |
| -     |      | ويليام غيبس مكادو (1863–1941)   | 23 ديسمبر 1913    | 10 أغسطس 1914     | 230 أيام           | بحكم منصبه                                            |
| 1     |      | تشارلز سومنر هاملين (1861–1938) | 10 أغسطس 1914     | 9 أغسطس 1916      | 1 سنة و365 أيام    | وودرو ويلسون                                          |
| 2     |      | وليام هاردينج ‏ (1864–1930)      | 10 أغسطس 1916     | 9 أغسطس 1922      | 5 سنوات و364 أيام  | وودرو ويلسون                                          |
| 3     |      | دانيال كريسينجر ‏ (1860–1942)    | 1 مايو 1923       | 15 سبتمبر 1927    | 4 سنوات و137 أيام  | وارن جي. هاردينغ                                      |
| 4     |      | روي أ. يونغ (1882–1960)         | 4 أكتوبر 1927     | 31 أغسطس 1930     | 2 سنوات و331 أيام  | كالفين كوليدج                                         |
| 5     |      | يوجين ماير (1875–1959)          | 16 سبتمبر 1930    | 10 مايو 1933      | 2 سنوات و236 أيام  | هربرت هوفر                                            |
| 6     |      | يوجين روبرت بلاك (1873–1934)    | 19 مايو 1933      | 15 أغسطس 1934     | 1 سنة و88 أيام     | فرانكلين روزفلت                                       |
| 7     |      | مارينر اكليس ‏ (1890–1977)       | 15 نوفمبر 1934    | 31 يناير 1948     | 13 سنوات و77 أيام  | فرانكلين روزفلت                                       |
| 8     |      | توماس بي. مكابي (1893–1982)     | 15 أبريل 1948     | 31 مارس 1951      | 2 سنوات و350 أيام  | هاري ترومان                                           |
| 9     |      | ويليام مارتن (1906–1998)        | 2 أبريل 1951      | 31 يناير 1970     | 18 سنوات و304 أيام | هاري ترومان دوايت أيزنهاور جون كينيدي ليندون جونسون   |
| 10    |      | آرثر إف. بورنس (1904–1987)      | 1 فبراير 1970     | 31 يناير 1978     | 7 سنوات و364 أيام  | ريتشارد نيكسون                                        |
| 11    |      | جي. ويليام ميلر (1925–2006)     | 8 مارس 1978       | 6 أغسطس 1979      | 1 سنة و151 أيام    | جيمي كارتر                                            |
| 12    |      | بول فولكر (1927–2019)           | 6 أغسطس 1979      | 11 أغسطس 1987     | 8 سنوات و5 أيام    | جيمي كارتر رونالد ريغان                               |
| 13    |      | آلان جرينسبان (مواليد 1926)     | 11 أغسطس 1987     | 31 يناير 2006     | 18 سنوات و173 أيام | رونالد ريغان جورج بوش الأب بيل كلينتون جورج بوش الابن |
| 14    |      | بن برنانكي (مواليد 1953)        | 1 فبراير 2006     | 31 يناير 2014     | 7 سنوات و364 أيام  | جورج بوش الابن باراك أوباما                           |
| 15    |      | جانيت يلين (مواليد 1946)        | 3 فبراير 2014     | 3 فبراير 2018     | 4 سنوات و0 أيام    | باراك أوباما                                          |
| 16    |      | جيروم باول (مواليد 1953)        | 5 فبراير 2018     | شاغل المنصب       | 7 سنوات و46 أيام   | دونالد ترامب جو بايدن                                 |

## وصلات خارجية
- الموقع الرسمي